# Vespertine (biologi)
Vespertine är en term som används inom biologin för att beskriva något som sker på kvällen. Inom botanik är en vespertineblomma en blomma som öppnas eller blommar på kvällen. Inom zoologi används termen för djur som är aktiva under kväll och natt, exempelvis fladdermöss och ugglor.
Termen vespertine kommer ursprungligen från det latinska order vesper som betyder kväll. En synonym till vespertine, som används både inom botanik och zoologi, är skymningsaktiv. Skymningsaktiv syftar dock både till tidig morgon och tidig kväll.

## Lista över vanliga vespertineblommor
- Underblomma (Mirabilis jalapa)
- Änglatrumpetsläktet
- Narcisstobak
- Stor blomstertobak